# Carolabrücke (Bad Schandau)
Die Carolabrücke (auch als Königin-Carola-Brücke bezeichnet) ist eine 187 m lange Eisenbahnbrücke in der sächsischen Stadt Bad Schandau. Sie überspannt zwischen Bad Schandau (Gemarkung Krippen) und Rathmannsdorf (Ortsteil Wendischfähre) bei Stromkilometer 11,86 die Elbe.

## Geschichte
Die Brücke wurde 1874 bis 1877 im Zuge des Baus der Bahnstrecke Bautzen–Bad Schandau bei Streckenkilometer 63,3 errichtet. Das Bauwerk bestand ursprünglich aus zwei Überbauten, einem für den Eisenbahnverkehr an der Unterstromseite und einem parallel angeordneten für den Straßenverkehr an der Oberstromseite, wobei die Überbauten auf gemeinsamen Pfeilern und Widerlagern ruhten. In den 1970er Jahren genügte der Bauwerkszustand nicht mehr den Verkehrsbelastungen. Der Straßenverkehr wurde als Richtungsverkehr mit Ampelregelung geführt. Für Züge war das Bauwerk eine Langsamfahrstelle.
Nach der Fertigstellung der neuen Straßenbrücke über die Elbe im Jahr 1977 folgte 1985 die Demontage eines Teils der alten Straßenbrücke und in den folgenden Jahren der Austausch der Überbauten der Eisenbahnbrücke. Vor der Inbetriebnahme der sanierten Brücke wurde am 30. September 1990 eine Sonderfahrt mit den Dampflokomotiven 50 3616 und 52 8148 an den Zugenden durchgeführt.

Die Königin-Carola-Brücke kurz nach ihrer Eröffnung (1877)
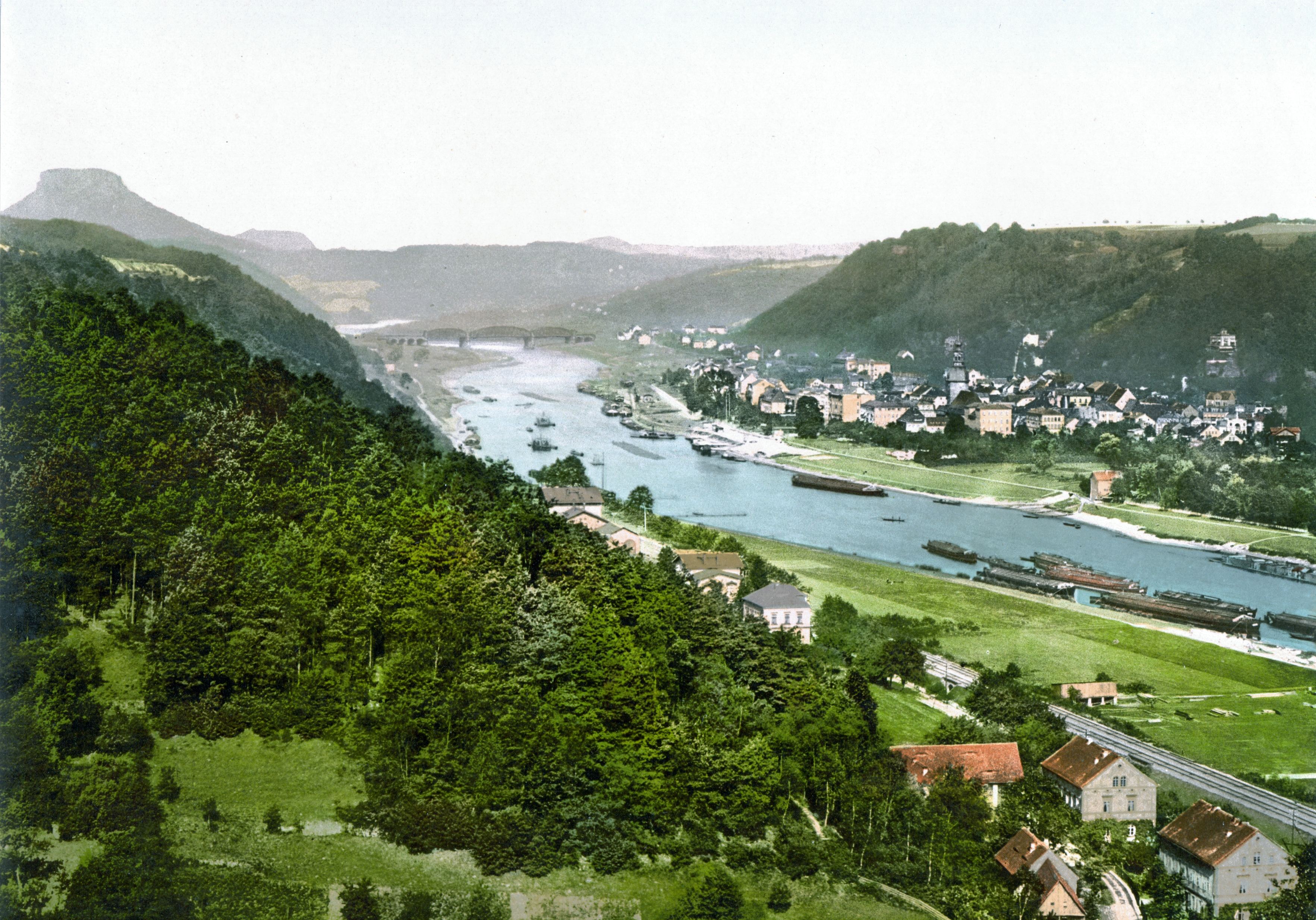
Blick auf Bad Schandau mit der Königin-Carola-Brücke im Hintergrund (um 1900)
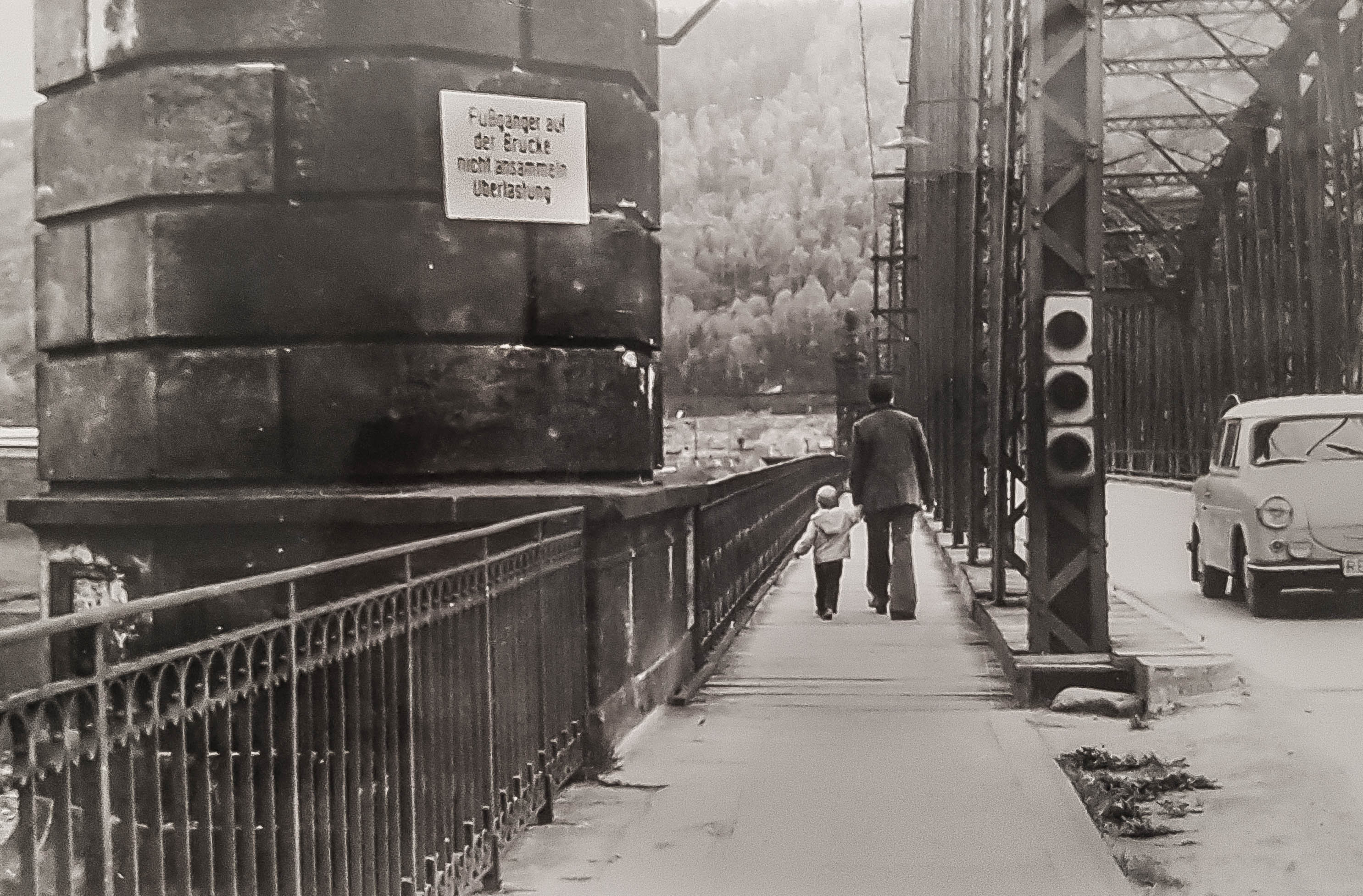
Hinweisschild „Fußgänger auf der Brücke nicht ansammeln – Überlastung“ an nördlicher Brückenzufahrt (4. Mai 1975)
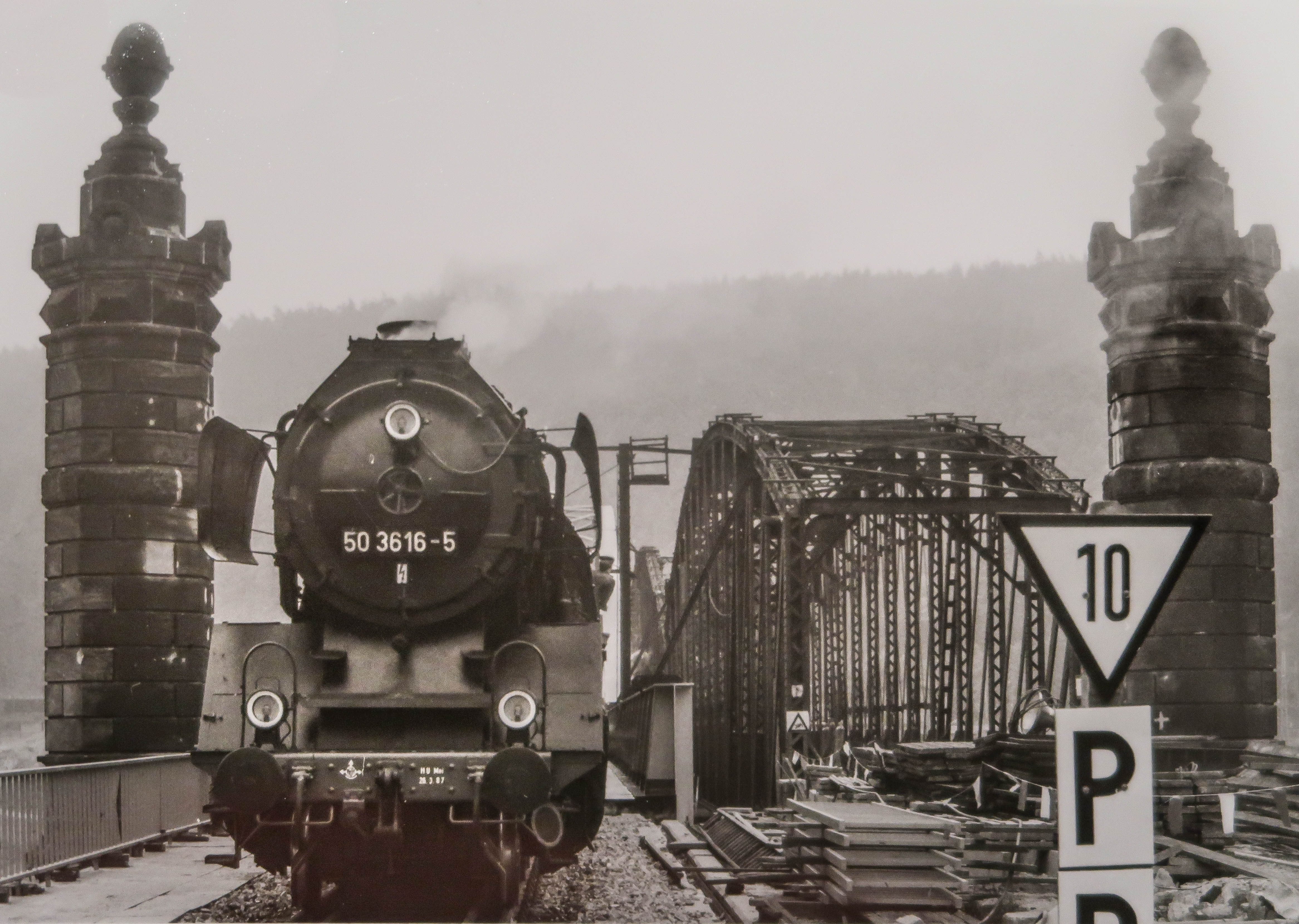
Nördliche Brückenzufahrt (Eröffnung der sanierten Brücke am 30. September 1990)
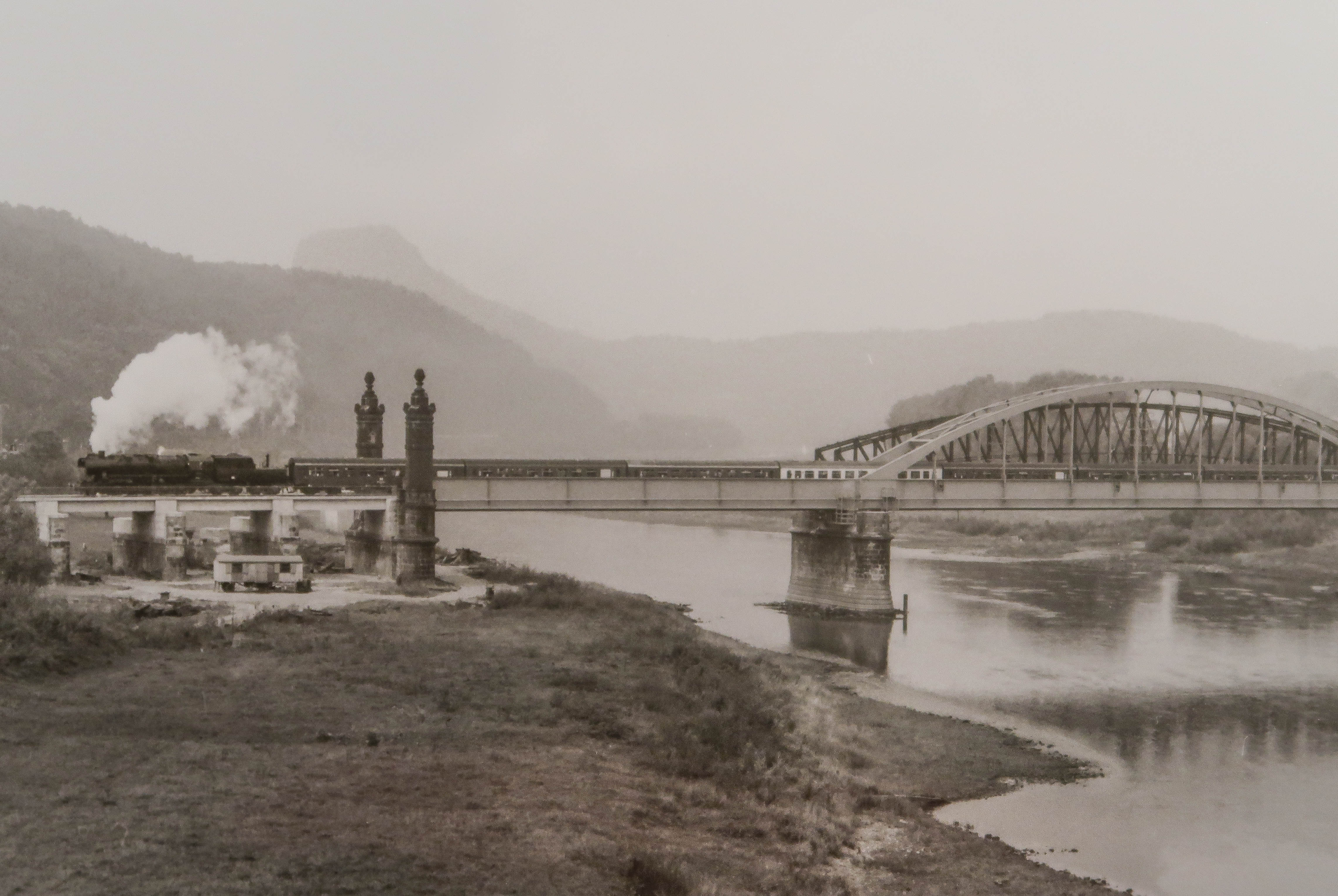
Eröffnung der sanierten Brücke am 30. September 1990 mit 52 8148 als Zuglok

## Ausblick
Da die stromaufwärts benachbarte Straßenbrücke der B172 über die Elbe Anfang November 2024 im Ergebnis einer nach dem Teileinsturz der Carolabrücke in Dresden an ihr durchgeführten Sonderprüfung vorsorglich gesperrt werden musste, wird diskutiert, die Carolabrücke in geeigneter Weise als provisorische Elbequerung auch für den Straßenverkehr zu nutzen. Auf Bitten des Freistaats Sachsen prüft die Deutsche Bahn als Eigentümer und Betreiber der Carolabrücke mehrere Varianten mit und ohne parallele Nutzung durch Eisenbahn- und Straßenverkehr. Ergebnisse der Prüfung stehen bislang aus.

## Konstruktion

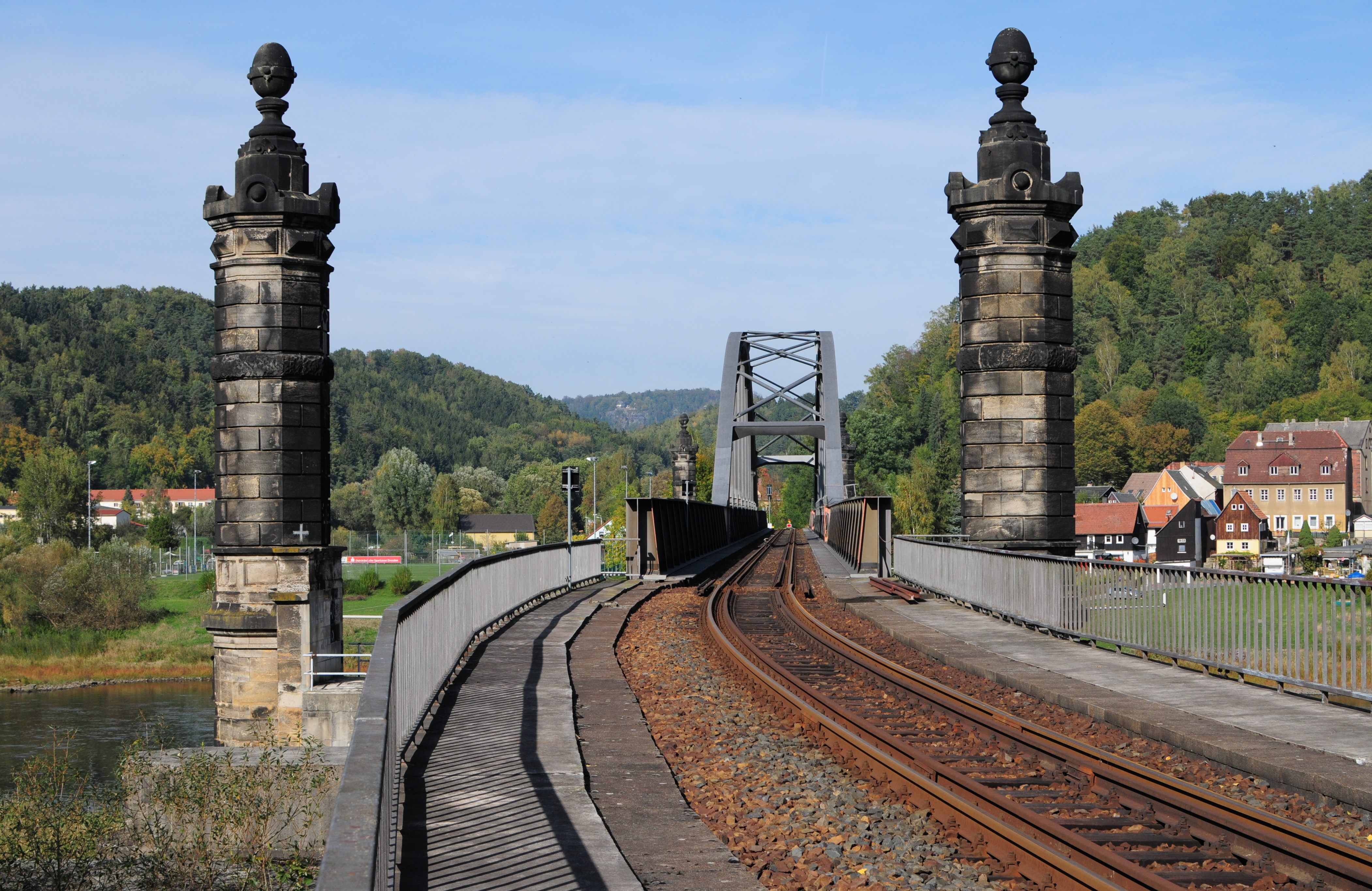
Querschnitt der Brücke

Der Brückenzug hat im Strombereich drei Öffnungen mit Stützweiten von 52,0 m in den Randfeldern und 83,2 m im mittleren Feld. Er wird beidseitig im Vorlandbereich durch Balkenbrücken aus Stahlbeton, vor dem Umbau waren es steinerne Gewölbebrücken, mit jeweils 10 m lichter Weite fortgesetzt, zwei Öffnungen rechtselbisch und vier Öffnungen linkselbisch. Die Überbauten der Hauptbrücke weisen eine unten liegende Fahrbahn auf. Sie waren früher als eiserne Fachwerke, gefertigt von der Königin-Marien-Hütte, mit der Konstruktionsform des Halbparabelträgers, d. h. parabelförmige Obergurte und gerade Untergurte, ausgeführt worden. Bei dem neuen Überbau handelt es sich um eine Balkenbrücke mit einem Trogquerschnitt, wobei ein Stabbogen das weiter spannende Mittelfeld verstärkt. Je zwei Sandsteinsäulen markieren die Enden der Strombrücke. Im Strombereich ist eine lichte Höhe von 6,53 m beim höchsten schiffbaren Wasserstand vorhanden. Die Pfeiler bestehen aus Sandstein. Im Zuge der Überbauerneuerung wurden die Auflagerbänke in Stahlbeton ausgeführt. Die beiden Strompfeiler haben eine Tiefgründung mit Holzpfählen. Die Pfeiler der Vorlandbrücken sind flach gegründet.